# Attanasus
Attanasus (łac. Diœcesis Attanasensis) – stolica historycznej diecezji w Cesarstwie Rzymskim (prowincja Frigia Pacaziana), współcześnie w Turcji. Wzmianki o biskupach pochodzą z V–IX wieku. Od 1933 katolickie biskupstwo tytularne, od 1964 wakujące.

## Biskupi tytularni
| Lp. | Biskup               | Od           | Do               |
| --- | -------------------- | ------------ | ---------------- |
| 1   | Lawrence Hardman SMM | 15 maja 1952 | 25 kwietnia 1959 |
| 2   | Joseph Albert Malula | 2 lipca 1959 | 7 lipca 1964     |